# Mali princ (luna)
 (45) Evgenija I Mali princ je asteroidna luna, ki kroži okrog velikega asteroida 45 Evgenija

## Odkritje
Luno je odkrila skupina s pomočjo Kanadsko-francosko-havajskega daljnogleda 1. novembra 1998 (daljnogled se nahaja na Mauna Kei). Luna je dobila začasno oznako  S/1998 (45) 1. Uradno ime so ji dodelili leta 2003. Ime je dobila po Malem princu iz knjige francoskega pisatelja in pilota Antoina de Saint-Exupérija. Mali princ je živel na asteroidu z oznako B612. Luna Mali princ je bila prva asteroidna luna, ki so jo odkrili s pomočjo daljnogleda na površju Zemlje. Pred njim so s pomočjo sonde Galileo odkrili že luno Daktil, ki kroži okrog asteroida 243 Ida.

## Značilnosti
Mali princ ima premer 13 km. Za en obhod Evgenije pa potrebuje približno 5 dni. Njegova tirnica je na oddaljenosti približno 1184 km od Evgenije.